# Lawrence M. Krauss
Lawrence Maxwell Krauss, né le 27 mai 1954, est un physicien américano-canadien, professeur de physique, fondateur de la School of Earth and Space Exploration, et directeur du Origins Project à l'université d'État de l'Arizona.
Auteur de livres à succès, dont The Physics of Star Trek et A Universe from Nothing, il est un ardent défenseur du scepticisme rationnel, des sciences de l'éducation, et des sciences de la morale.
Il apparaît en 2013 dans le film documentaire Les Incroyants.
Après avoir enquêté sur des allégations d'inconduite sexuelle de Krauss, l'ASU a déterminé qu'il avait enfreint la politique de l'université et n'a pas renouvelé son mandat de directeur du projet Origins pour un troisième mandat en juillet 2018,. Krauss a continué en tant que professeur à l'ASU jusqu'à sa retraite en mai 2019. Il est actuellement président de The Origins Project Foundation et hôte du podcast The Origins avec Lawrence Krauss.

## Publications
- The Fifth Essence (1991)  (ISBN 0-465-02377-0)
- Fear of Physics (1994)  (ISBN 0-465-02367-3)
- The Physics of Star Trek (1995)  (ISBN 0-465-00559-4)
- Beyond Star Trek (1997)  (ISBN 0-06-097757-4)
- Quintessence (2001)  (ISBN 0-465-03741-0)
- Atom (2002)  (ISBN 0-316-18309-1)
- Hiding in the Mirror (2005)  (ISBN 0-670-03395-2)
- Quantum Man: Richard Feynman's Life in Science (W. W. Norton / Atlas & Co., 2010)  (ISBN 978-0-393-06471-1)
- A Universe from Nothing: Why There is Something Rather Than Nothing (Free Press, 2012)  (ISBN 978-1-4516-2445-8)

## Récompenses
- Gravity Research Foundation First prize award (1984)
- Presidential Investigator Award (1986)
- American Association for the Advancement of Science's Award for the Public Understanding of Science and Technology (2000)
- Prix Lilienfeld (2001)
- Andrew Gemant Award (2001)
- American Institute of Physics Science Writing Award (2002)
- Médaille Oersted (2003)
- American Physical Society Joseph P. Burton Forum Award (2005)
- Center for Inquiry World Congress Science in the Public Interest Award (2009)
- Helen Sawyer Hogg Prize of the Royal Astronomical Society of Canada and the Astronomical Society of Canada (2009)